# FV 08 Geisenheim
FV 08 Geisenheim is een Duitse voetbalclub uit Geisenheim, Hessen. 

## Geschiedenis
De club werd opgericht in 1908 en sloot zich al snel aan bij de Zuid-Duitse voetbalbond. In 1910 promoveerde de club naar de A-klasse, de tweede klasse. In 1921 promoveerde de club naar de hoogste klasse van de Rijnhessen-Saarcompetitie, die uit vier reeksen bestond en over twee seizoenen naar één reeks werd terug gebracht. Geisenheim werd zevende op acht clubs en overleefde de eerste schifting niet. 
De club speelde langere tijd in lagere amateurreeksen en maakte in 1963 kans om te promoveren naar de hoogste amateurreeks, de derde klasse, en verloor in de eindronde van Eintracht Wetzlar. Twee spelers werden opgeroepen voor het nationaal amateurelftal dat deelnam aan de voorbereidingen voor de Olympische Spelen. Ook het volgende seizoen maakte de club kans op promotie, maar verloor die nu aan SC Opel Rüsselsheim. Vanaf de jaren zeventig zakte de club weg in de anonimiteit van de laagste reeksen. 